# Засядко, Дмитрий Иванович
 Дми́трий Ива́нович Зася́дко (1860 — 6 мая 1927, Таллин) — государственный деятель Российской империи, Самарский и Радомский губернатор, сенатор, гофмейстер.

## Биография
Происходил из старинного  дворянского рода . Получил образование в Пажеском корпусе (в службе с 1 сентября 1878 года). 8 августа 1880 года выпущен из пажей корнетом в лейб-гвардии Казачий полк. Шесть лет спустя вышел в запас и поступил на гражданскую службу по ведомству Министерства финансов. 5 мая 1888 года произведён в коллежский асессоры, 1 февраля 1891 года назначен председателем Витебского отделения Крестьянского поземельного банка и в 1893 году получил чин надворного советника. 
В 1894 году по протекции князя В. П. Мещерского назначен С. Ю. Витте управляющим казённой палатой Радомской губернии. В 1895 году произведён в коллежские советники, а 14 мая 1896 года — в статские советники (со старшинством с 5 мая 1894 года).
19 декабря 1903 года перешёл на службу в Министерство внутренних дел, член Тарифного комитета Министерства финансов от Министерства внутренних дел, действительный статский советник (6 декабря 1904 года).
23 декабря 1904 года назначен Самарским губернатором, однако пробыл в должности ровно год и 23 декабря 1905 года уволен от неё с причислением к Министерству внутренних дел. 17 июня 1906 года повторно назначен губернатором — в Радомскую губернию, где долгое время служил ранее по ведомству Министерства финансов. В период службы в Радомской губернии награждён рядом орденов вплоть до ордена Святой Анны 1-й степени и в 1912 году пожалован в звание камергера.
В 1915 году Засядко оставил должность губернатора и был назначен членом Совета Министра финансов, а в 1916 году пожалован в гофмейстеры и назначен сенатором. Являлся членом совета дома призрения душевнобольных, учреждённого императором Александром III; на 1917 год проживал в Петрограде по адресу 2-я Рождественская, 21.
После 1917 года Засядко эмигрировал из Советской России и проживал в Эстонии. 6 мая 1927 года скончался в Таллине.

 Этот Засядко вообще человек очень неглупый, не особенно дурной, но, конечно, сделал он эту карьеру не из за своего ума, не из за своего образования (он тоже просто из отставных офицеров; кончил курс, кажется, в Пажеском корпусе), не из-за своих талантов и заслуг, а исключительно благодаря своей близости, — когда он был ещё молодым человеком, — к князю Мещерскому.— Витте С. Ю. Царствование Николая II, глава Приложения // Воспоминания. — М.: Соцэкгиз, 1960. — Т. 3. — С. 589. — 75 000 экз.

## Награды
За свою службу Засядко был награждён многими орденами, в их числе:
- Орден Святого Станислава 3-й степени (1893 год)
- Орден Святой Анны 2-й степени (1899 год)
- Орден Святого Владимира 4-й степени (1902 год)
- Орден Святого Владимира 3-й степени (6 декабря 1907 года)
- Орден Святого Станислава 1-й степени (1910 год)
- Орден Святой Анны 1-й степени (1913 год)

Иностранные:
- Бухарский орден Золотой звезды 1-й степени (1905 год)
- Черногорский орден князя Даниила I 4-й степени